# MMAjunkie.com
MMA Junkie é um site de notícias que cobre o esporte de artes marciais mistas (MMA). Foi fundado em 2006 e é de propriedade da Gannett Company desde 2011. O site e seu conteúdo foram apresentados na revista Time, ESPN The Magazine, The New York Times, Fox Sports Net's The Best Damn Sports Show Period, Fox Report com Shepard Smith, Inside MMA, ESPN MMA Live, Yahoo!  e outros meios de comunicação.

## Visão geral
Uma variedade de colunistas e blogueiros convidados foram apresentados, como Ryan Bader (The Ultimate Fighter 8), CB Dollaway (The Ultimate Fighter 7)  e Brendan Schaub (The Ultimate Fighter 10).

## Programa de rádio
MMAjunkie Radio é um programa de rádio semanal na internet transmitido de Las Vegas, Nevada. A MMAjunkie Radio resultou da aquisição e rebranding da TAGG Radio (Trigg And Gorgeous George), que foi lançado em 2007 e formou uma parceria de conteúdo com a MMAjunkie em 2008. O programa de rádio e podcast ao vivo na internet foi renomeado para MMAjunkie Radio no início de 2009.
Apresentado por "Gorgeous" George Garcia, Brian "Goze" Garcia e o repórter da equipe principal do MMAjunkie, John Morgan, o programa é transmitido de segunda a sexta-feira com especiais ocasionais de fim de semana e "Primetime" à noite. Embora uma vez produzido a partir de um estúdio caseiro, o show mudou-se em 2009 para seu novo estúdio no Race Sports Book dentro do The Mandalay Bay Resort & Casino, "Onde a elegância e a emoção se encontram na Las Vegas Strip".[carece de fontes?]
O show de duas horas é um programa dirigido por convidados que apresenta alguns dos mais proeminentes lutadores, treinadores, promotores e dirigentes do esporte. Além disso, Morgan e outros membros da equipe editorial do MMAjunkie frequentemente discutem e divulgam as últimas notícias do MMA no programa.[carece de fontes?]
Após seu lançamento inicial, a TAGG Radio se tornou o primeiro programa de rádio coapresentado por um lutador de MMA ativo, embora Frank Trigg tenha finalmente renunciado ao cargo devido às estipulações de seu contrato com o UFC. Desde então, o treinador Marc Laimon se tornou um coapresentador frequente, e o lutador veterano Don Frye é um contribuidor ocasional com seus segmentos humorísticos de conselhos pessoais "Don Frye-days".

## Prêmios
O site ganhou o prêmio World Mixed Martial Arts da Fighters Only Magazine de 2008, Melhor cobertura de mídia, Melhor cobertura de mídia de 2009, Melhor jornalista de MMA de 2009 (John Morgan), Fonte de mídia do ano de 2010, Fonte de mídia do ano de 2011 e Fonte de mídia de 2014 do Ano.